# SC Schwanenstadt

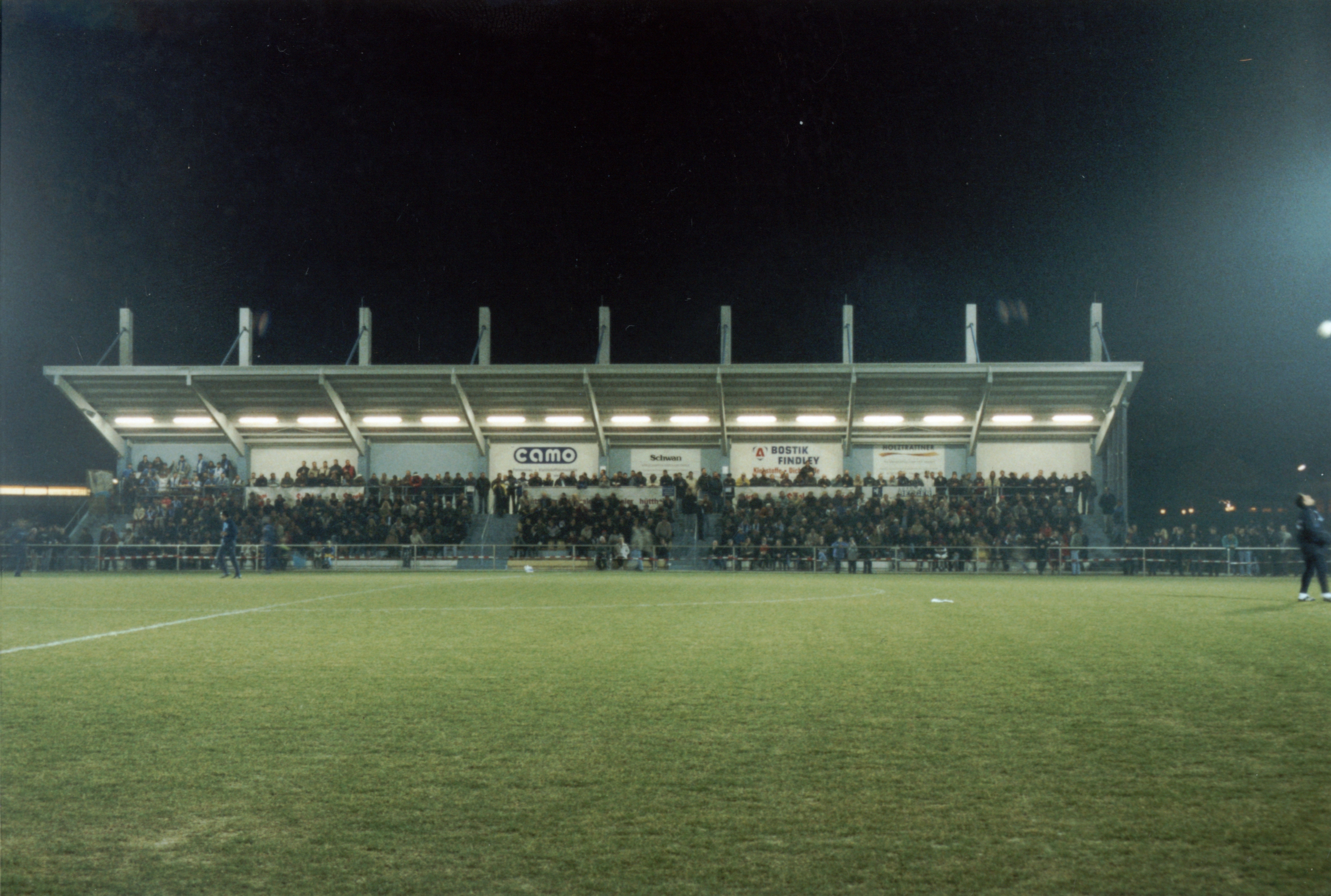
Neues Stadion in Schwanenstadt „Vor der Au“

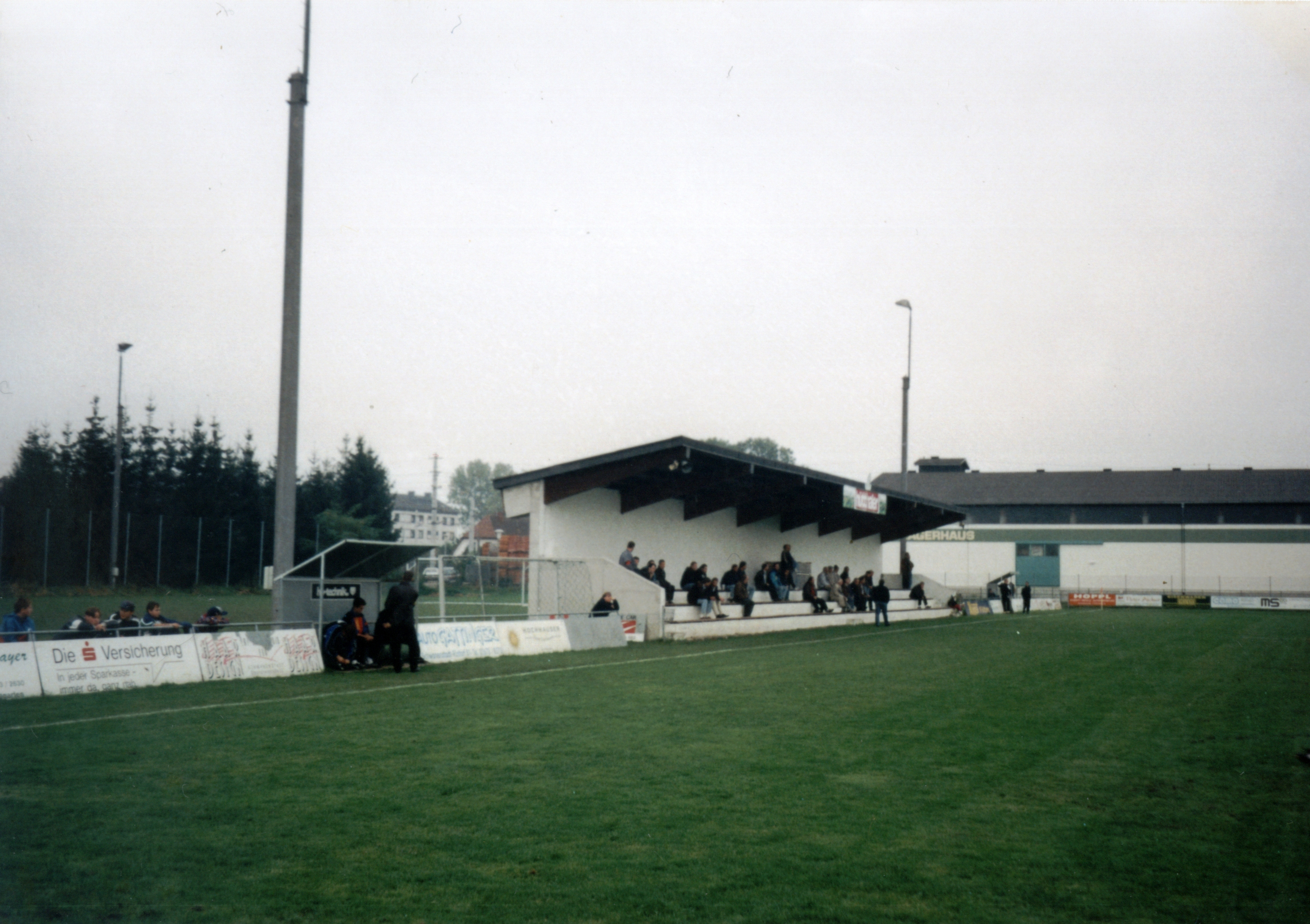
Alter Sportplatz in Schwanenstadt

Der SC Schwanenstadt war ein österreichischer Fußballverein aus Schwanenstadt, der von 2006 bis 2008 in der Ersten Liga spielte. Seine Heimstätte war das Stadion Vor der Au. Am 19. Mai 2008 wurde der Verein in FC Magna Wiener Neustadt umbenannt und unter neuem Präsidium und Mitgliedern nach Oberwaltersdorf verlegt.

## Geschichte
Der SC Schwanenstadt wurde am 16. März 1946 mit den Vereinsfarben Blau-Weiß gegründet. Sein erstes Spiel bestritt er am 19. Mai 1946 mit einem 1:6 gegen Lambach und trat noch im selben Jahr dem Oberösterreichischen Fußball-Verband bei, wo er in die 2. Klasse D eingeteilt wurde. Von 1974 bis 1980 spielten die Schwanenstädter erstmals in der 2. Landesliga, die Rückkehr gelang wieder 1995. Hier konnte sich der Verein bald etablieren und erreichte schließlich 2000 mit 15 Punkten Vorsprung den Aufstieg in die viertklassige Landesliga. Der SC Schwanenstadt setzte dabei zu einem überraschenden Durchmarsch in die Regionalliga Mitte an, denn aufgrund des Aufstiegsverbots für Meister LASK Linz Amateure (Profi- und zweite Mannschaft mussten nach damaliger Regelung durch mindestens eine Liga getrennt sein) sowie des Verzichts der anderen besserplatzierten Teams gelang der Aufstieg in der Debütsaison als Tabellen-Siebenter.
Durch Gewinn des neuen Hauptsponsors Schwan sowie die Fertigstellung des Stadions Vor der Au konnte sich der Verein von Anfang an problemlos in der Regionalliga halten. Erstmals voll gefüllt war das Stadion am 19. September 2001 im ÖFB-Cup gegen den Rekordsieger FK Austria Wien, der erst fünf Minuten vor Spielende den Siegtreffer erzielte. In der Saison 2004/05 wurde schließlich unter Trainer Andrzej Lesiak der Meistertitel in der Regionalliga Mitte gewonnen und der Verein stieg damit in die zweithöchste Spielklasse Österreichs, die Erste Liga, auf. Im ersten Zweitligajahr noch Tabellenneunter gelang 2006/07 unter Andreas Heraf mit dem zweiten Platz der bisherige Höhepunkt der Vereinsgeschichte. Zusätzlich nahmen mit Thomas Hinum und Michael Stanislaw gleich zwei Spieler an der Junioren-Fußballweltmeisterschaft 2007 in Kanada teil, wo Österreich bis ins Halbfinale kam.
Nach finanziellen Problemen gab der Verein am 22. Jänner 2008 bekannt, nach Niederösterreich zu übersiedeln und unter dem neuen Namen FC Magna Wiener Neustadt weiterzuspielen. Der Umzug wurde finanziell abgegolten und danach wurde am 23. April 2008 ein neuer Verein namens SC Schwanenstadt 08 gegründet, der in der oberösterreichischen 2. Klasse Süd an den Start ging.

## Auflösung der Profimannschaft
Aus dem letzten Profikader wurden Manfred Razenböck, Michael Stanislaw, Manuel Hartl, Mario Reiter, Taner Ari, Thomas Helly, Tomislav Micanovic, Matthew Luzunaris und Tomas Šimkovič vom Nachfolgeverein FC Magna Wiener Neustadt übernommen. Transfers der übrigen Spieler: Florian Kreuzwirth → 1. FC Vöcklabruck, Krzysztof Ratajczyk → FAC Team für Wien, Mirzet Krupinac → SV Gmunden, Thomas Laimer → Karriereende, Stefan Rabl → SV Seekirchen, Konstantin Wawra → FC Blau-Weiß Linz, Matthias Dollinger → SK Austria Kärnten, Alexander Schriebl → FK Austria Wien II, Daniel Milojevic → vereinslos, Sascha Pichler → LASK Linz, Andreas Bammer → SV Ried, Joachim Parapatits → FC Gratkorn und Butrint Vishaj → SCR Altach.